# Lactobacillales
I Lactobacillales sono un ordine di batteri Gram-positivi appartenenti alla classe dei Bacilli. Ampiamente diffusi in natura, si trovano infatti nel suolo, nell'acqua, nelle piante e negli animali, sono largamente utilizzati nei processi fermentativi per la produzione di derivati del latte quali yogurt, formaggio, burro, latticello, Kéfir e Kumis.
Intervengono anche nella fermentazione malolattica nella produzione del vino.

## Alcuni Lactobacillales
- Abiotrophia
- Aerococcus
- Carnobacterium
- Lactobacillus
- Lactococcus
- Leuconostoc
- Oenococcus
- Pediococcus
- Tetragenococcus
- Vagococcus
- Weissella